# James Loughnane
James Loughnane (Luanshya, 2 december 1970) is een Iers golfprofessional, die actief was op de Sunshine Tour.

## Loopbaan
Loughnane werd geboren in de Zambiaanse stad Luanshya en vanwege zijn Ierse ouders bezit hij een Ierse nationaliteit.
In midden de jaren 1990 werd Loughnane een golfprofessional en speelde meteen op de Southern Africa Tour, dat in 2000 vernoemd werd tot de Sunshine Tour. In november 1997 behaalde Loughnane zijn eerste zege op de Sunshine Tour door het Zambia Open te winnen. Zijn laatste zege op de Sunshine Tour dateert van maart 2000 waar hij het Zambia Open voor de tweede keer won.
In 2007 speelde Loughnane zijn laatste volledige seizoen voor de Sunshine Tour. In 2008 deed hij niet meer mee aan de golftoernooien van de Sunshine Tour en ging aan de slag als "Golf Director" van de King David Golf Club, een golfclub in Kaapstad.

## Prestaties

### Professional
Sunshine Tour
| Nr. | Datum            | Toernooi            | Score           | Score | Info        |
| --- | ---------------- | ------------------- | --------------- | ----- | ----------- |
| 1   | 23 november 1997 | Zambia Open         | 71+65+66+71=273 | –19   | [ 2 ]       |
| 2   | 26 maart 2000    | Stanbic Zambia Open | 69+67+69+69=274 | –18   | [ 1 ] [ 3 ] |